# Hans Leander

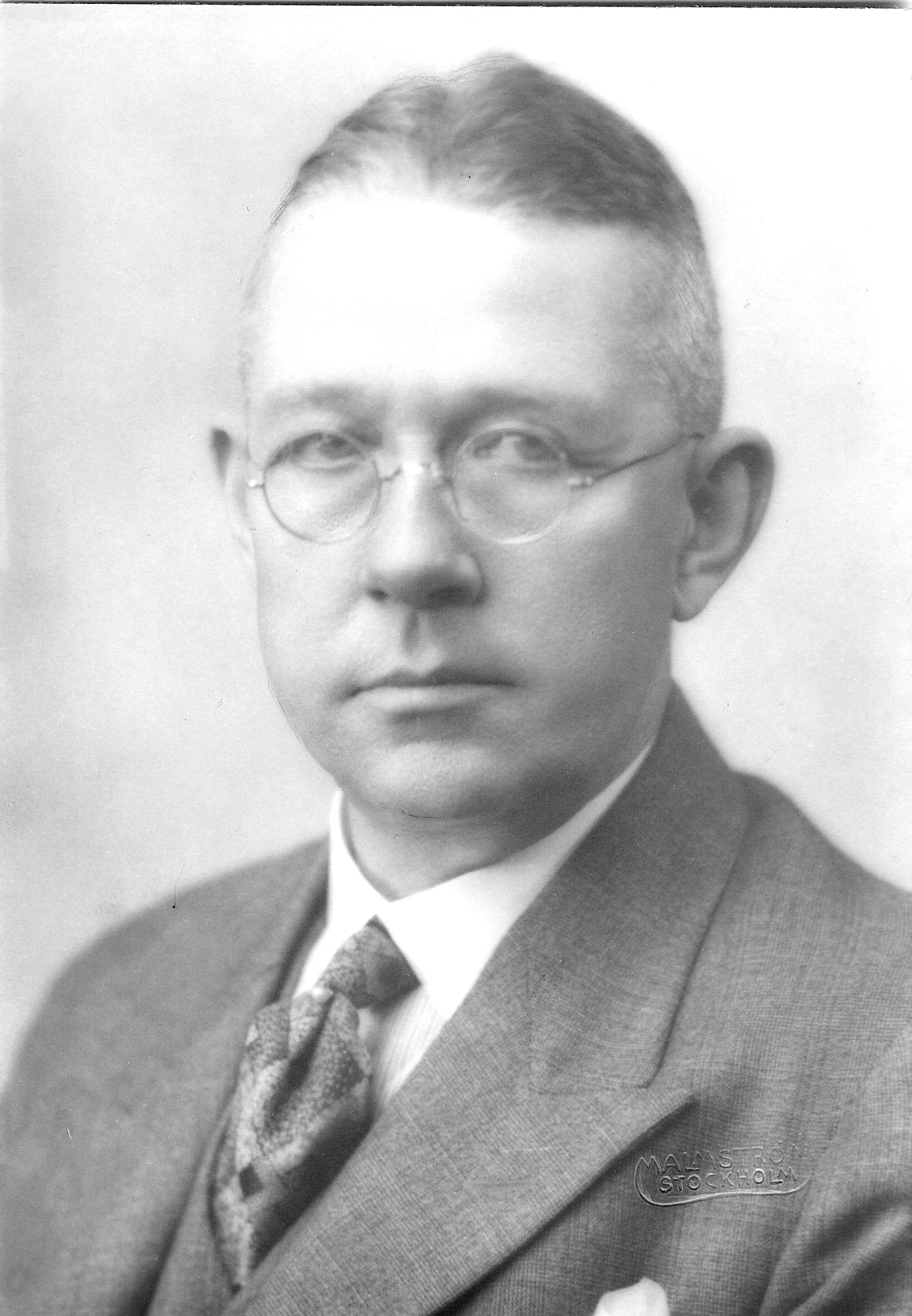
Hans Leander 1934.

Hans Leander, ursprungligen Hans Leander Aronsson, född 28 februari 1880 i Träsvall i Kville socken, Bohuslän, död 9 juni 1941 i Stockholm, var en svensk nyhetsbyråchef, journalist och redaktör. Som 15-åring strök han sitt patronymikon Aronsson och tog förnamnet Leander som efternamn.
Leander skrev åren 1900–1904 i Göteborgs Aftonblad, Vårt Land och Göteborgs Handelstidning. Han arbetade vid Svenska Telegrambyrån 1904, grundade Svenska Notisbyrån 1905 och var dess chef till 1915. Han grundade Presscentralen 1915 och var dess chef till 1918, då byrån gick upp i Nordiska Presscentralen och han blev chef där. Åren 1919–1922 var Leander ekonomichef på dagstidningen Vårt Land och Folk, vilken gavs ut av Jordbrukarnas Riksförbund (en föregångare till Centerpartiet) med Elfrid Dürango som redaktör.
Därefter var han korrespondent, förmedlade texter till tidningar och arbetade som presskontakt och informatör för företag och andra organisationer. Från 1937 redigerade han Stockholms Fastighetsägareförenings tidskrift Hem och Stad. Han var också länge aktiv i Publicistklubbens och Svenska Journalistföreningens styrelser.
Leander var med och grundade Bohusläns Gille i Stockholm 1907 och var länge dess sekreterare, liksom i Föreningen 1880 års män. År 1912 fick han Gustav V:s olympiska minnesmedalj och 1928 Gustav V:s jubileumsminnestecken.
Leander lät inför sitt giftermål 1904 med Emmy Hammar bygga Villa Leander i Storängen i Nacka landskommun utanför Stockholm, men sålde den snart. Arkeologen Martin Rundkvist är barnbarnsbarn till makarna.